# Uysanus subfasciatus
Uysanus subfasciatus är en insektsart som beskrevs av William Lucas Distant 1908. Uysanus subfasciatus ingår i släktet Uysanus och familjen Flatidae. Inga underarter finns listade i Catalogue of Life.